# 杨开第
杨开第（19世纪？—？），湖北襄阳人，清朝地方官员。监生出身。

## 生平
杨开第曾于1874年接替王镛任华亭县知县一职，1885年由吴恒接任。光緒四年（1878年），擔任娄县知县。1887年，又再任華亭縣知縣。